# Milionia ovata
Milionia ovata är en fjärilsart som beskrevs av Rothschild och Jordan 1909. Milionia ovata ingår i släktet Milionia och familjen mätare. Inga underarter finns listade i Catalogue of Life.